# 曾大顯
曾大顯（1470年—？），字世榮，號鳳陂，湖廣黃州府麻城縣人，軍籍，明朝政治人物。

## 生平
湖廣鄉試第三名舉人。弘治十五年（1502年）中式壬戌科會試第一百八十六名，三甲第一百八十七名進士。授行人司行人，正德二年（1507年）八月选授禮科给事中，查盘延绥等处仓库粮料，违劉瑾意，被逮系锦衣卫狱，杖二十，三年十一月贬浙江布政司照磨，六年（1511年）任慈溪县知县，升苏州府同知，七年十二月升河南按察司佥事，官至四川布政司參議。

## 家族
曾祖曾思恭；祖父曾應通；父曾啟，犍为教諭 以子大有貴贈知縣。嫡母楊氏（贈孺人）；生母楊氏（封太孺人）。慈侍下。兄曾贤，學正；曾大宾；曾大有，监察御史。